# Cylindromyia platensis
Cylindromyia platensis är en tvåvingeart som beskrevs av Guimaraes 1976. Cylindromyia platensis ingår i släktet Cylindromyia och familjen parasitflugor. Inga underarter finns listade i Catalogue of Life.